# Feketefejű magvágó
A feketefejű magvágó (Pheucticus melanocephalus) a madarak osztályának verébalakúak (Passeriformes) rendjébe és a kardinálispintyfélék (Cardinalidae) családjába tartozó faj.

## Rendszerezése
A fajt William John Swainson angol ornitológus írta le 1827-ben, a Guiraca nembe Guiraca melanocephalus néven.

## Alfajai
- Pheucticus melanocephalus maculatus (Audubon, 1837)
- Pheucticus melanocephalus melanocephalus (Swainson, 1827)[2]

## Előfordulása
Kanada, az Amerikai Egyesült Államok nyugati részein, valamint Mexikó, Bonaire, Sint Eustatius, Saba, Curaçao, Sint Maarten és Costa Rica területén honos. Természetes élőhelyei a mérsékelt övi erdők,  szubtrópusi és trópusi síkvidéki és hegyi esőerdők, valamint száraz erdők. Vonuló faj.

## Megjelenése
Testhossza 21 centiméter, testtömege 35–49 gramm.
|  |  |

## Szaporodása
Fészekalja 2-5 tojásból áll, melyen mind a két szülő felváltva kotlik 12-14 napot. A fiókák kirepülési ideje még 11-12 nap.

## Természetvédelmi helyzete
Az elterjedési területe rendkívül nagy, egyedszáma pedig növekszik. A Természetvédelmi Világszövetség Vörös listáján nem fenyegetett fajként szerepel.